# Уолуэрт (округ, Висконсин)
Округ Уолуэрт (англ. Walworth County) располагается в штате Висконсин, США. Официально образован в 1836 году. По состоянию на 2010 год, численность населения составляла 102 228 человек.

## География
По данным Бюро переписи США, общая площадь округа равняется 1494,431 км2, из которых 1437,451 км2 суша и 54,390 км2 или 3,7 % это водоемы. На озере Дженива с конца XIX века работают прыгающие почтальоны.

## Население
По данным переписи населения 2000 года в округе проживает 93 759 жителей в составе 34 522 домашних хозяйств и 23 267 семей. Плотность населения составляет 65,00 человек на км2. На территории округа насчитывается 43 783 жилых строений, при плотности застройки около 30,00-ти строений на км2. Расовый состав населения: белые — 94,49 %, афроамериканцы — 0,84 %, коренные американцы (индейцы) — 0,23 %, азиаты — 0,65 %, гавайцы — 0,03 %, представители других рас — 2,62 %, представители двух или более рас — 1,14 %. Испаноязычные составляли 6,54 % населения независимо от расы.
В составе 31,80 % из общего числа домашних хозяйств проживают дети в возрасте до 18 лет, 55,40 % домашних хозяйств представляют собой супружеские пары проживающие вместе, 8,20 % домашних хозяйств представляют собой одиноких женщин без супруга, 32,60 % домашних хозяйств не имеют отношения к семьям, 24,70 % домашних хозяйств состоят из одного человека, 9,20 % домашних хозяйств состоят из престарелых (65 лет и старше), проживающих в одиночестве. Средний размер домашнего хозяйства составляет 2,57 человека, и средний размер семьи 3,07 человека.
Возрастной состав округа: 24,20 % моложе 18 лет, 13,80 % от 18 до 24, 27,60 % от 25 до 44, 21,80 % от 45 до 64 и 21,80 % от 65 и старше. Средний возраст жителя округа 35 лет. На каждые 100 женщин приходится 98,90 мужчин. На каждые 100 женщин старше 18 лет приходится 97,20 мужчин.